# 西島数博
西島 数博（にしじま かずひろ、1971年10月21日 - ）は、日本のバレエダンサーであり俳優、振付家。
宮崎県日向市生まれ。3歳より伊達バレエ・スクールでバレエを始める。妻は女優の真矢ミキ。実弟は現役ラテンダンサーの西島鉱治。祖母は、日本でバレエがまだ広まっていなかった頃にバレエスクールを開講させた、日本バレエ界の先駆者的人物である。

## 経歴
1971年、宮崎県日向市生まれ。1974年、地元の伊達バレエ・スクールでバレエを始める。
1984年、全国舞踊コンクール入選。第4回青山バレエフェスティバル出演以降毎回出演。1990年、フランスへ渡る。
1991年、フランス・カルポー賞国際バレエ・コンクール男性シニア部門第1位受賞。日本帰国後の1994年、スターダンサーズ・バレエ団に入団。2006年までプリンシパルとして活躍した。
1999年、「アーティスティック・フレンズ」を結成。2008年、女優の真矢ミキと結婚。
2014年、自身の誕生日である10月21日に芸名を「西島数博」に改名した。
2016年、自身が演出・振付を担当した『ドラマティック古事記〜神々の愛の物語〜』で妻の真矢と初共演を果たす。
2018年、「super swan」公演

## 人物・エピソード
- 同じバレエダンサーの熊川哲也とは同い年[注 1]であると発言している。なお、西島は熊川のことを「自分とは比べ物にならないほどのスター」と自分よりバレエの才能があると評している[5]。
- 学生時代は近藤真彦のファンだった。また『ザ・ベストテン』のエンディングでの記念写真のジグソーパズルのプレゼントに当選したことがあり、黒柳徹子にそのことを言うと「そういう人に初めて会った」と言われた[5]。

## 主な出演

### 舞台
- 1992年 パリ・クラシック・バレエ団ヨーロッパ公演に参加。
- 1993年 東京フェスティバル・バレエ米国公演に参加。
- 1994年 スターダンサーズ・バレエ団新春公演 アントニー・チューダー「小さな即興曲」 - 主演
- 1995年 スターダンサーズ・バレエ団新春公演 「ドニゼッティ・バリエーションよりパ・ド・ドゥ」 - 主演
- 1996年 9月公演バレエ「ドラゴン・クエスト」 - 白の勇者 役（1999年に再演）
- 1996年

3月公演ピーター・ライト版「ジゼル」 - パ・ド・シス 役
11月公演ピーター・ライト版「コッペリア」 - 主演（1997年に再演）
- 1997年

新春公演 ウィリアム・フォーサイス - 振付「ステップテクスト」（1998年に再演）
ジョージ・バランシン「ウエスタン・シンフォニー」 - 第2楽章プリンシパル
- 1998年

2月公演 遠藤康行振付「Trans.」
鈴木稔振付「YONK」 - 主演
8月公演 ピーター・ライト版「くるみ割り人形」 - 主演
10月公演 ケネス・マクミラン「エリート・シンコペーション」 - 主演
上海バレエ団日中友好バレエ公演 鈴木稔振付「鵲橋」 - ゲスト・プリンシパル
新国立劇場バレエ団「ラ・バヤデール」 - ソロル 役（客演）
- 1999年 「アーティスティックフレンズin宮崎」 - プロデュース / 振付 / 主演
- 2000年 「兵士の物語」
- 2001年 ダンスアクトシリーズ第一弾「ジャン・コクトー」 - 主演
- 2001年 - 2005年 パパイヤ鈴木と異種ダンスを取り入れた「Super Dance Battle」シリーズを実施[6]。
- 2004年 盤上の敵
- 2009年 3月公演 「回転木馬」
- 2011年 BLEACH連載10周年記念公演「ROCK MUSICAL BLEACH」 - 浮竹十四郎 役
- 2013年 「ダンスシンフォニー 2013」
- 2016年 スーパー神話音楽劇『ドラマティック古事記〜神々の愛の物語〜』 - イザナキ 役 ※演出・振付も担当[4]
- 2023年 JAPAN DANCE INNOVATION『LOVE IS ALL 2023』※総合演出・振付も担当[7]
- 2024年 神話音楽劇『ドラマティック古事記 FIRST LOVE 神々の愛の物語』 - イザナキ 役 ※演出・振付も担当[8]
- 2025年 「ベニスに死す」新演出版 -Morte a Venezia-※芸術監督・演出・振付も担当[9]
- 2025年 『心言葉』※総合演出も担当[10]

### テレビ
- 2000年 池袋ウエストゲートパーク（TBSテレビ） - 尾崎京一 役
- 2003年 テレビ朝日開局45周年記念ドラマスペシャル「流転の王妃・最後の皇弟」 - 溥儀の家臣 役
- 2005年 どんまい! - 松平公平 / リリー 役（二役）
- 2005年 スタジオパークからこんにちは（2005年12月13日放送、NHK総合）
- 2009年 日曜美術館（2009年6月14日放送、NHK教育） - バレリーナの本島美和とロダンの彫刻のポーズを再現。
- 2009年 「関口宏の東京フレンドパークII」（2009年11月26日放送、TBSテレビ） - 東国原英夫宮崎県知事（放送当時、現・衆議院議員）と出演。
- 2015年　江戸川乱歩生誕120周年・没後50周年「黒蜥蜴」[11]（関西テレビ） - 真矢と結婚後、夫婦でドラマ初競演。

### 映画
- 2006年 るにん （喜三郎 役）

### PV
- 2010年 SunSet Swish「さくらびと」

### その他
- 2001年 レスリー・チャン「夢到内河」のプロモーションビデオに出演。
- 2004年 「1.ichi」をプロデュース。
- 2009年 DVD+CD「西島千博 バレエ・ストレッチ」発売。“美しいラジオ体操”をプロデュース。

## 関連書籍
- 2001年 『西島千博写真集』 光進社
- 2009年 『西島千博 バレエ・ストレッチ』 ポニーキャニオン